# British Rail 88 sorozat
A British Rail 88 sorozat fővonali vegyes felhasználásra tervezett villamos-dízelmozdony, melyet a Vossloh Locomotives tervezett és a Vossloh España/Stadler Rail Valencia gyártott a brit Direct Rail Services (DRS) számára. A mozdony a Stadler Eurodual család tagja. Ez az első olyan kettős üzemmódú mozdony az Egyesült Királyságban, amely a 25 kV-os váltakozó áramú villamosítást használja.
A Vossloh a DRS 68 sorozatú mozdonyokra vonatkozó megrendelésének teljesítése közepette egy olyan kettős üzemmódú mozdony kifejlesztését javasolta, amelyet felváltva egy dízelmotorral vagy felsővezetékről táplált elektromos árammal lehetne meghajtani. Miután a DRS-t meggyőzte a koncepció, 2013 szeptemberében tíz 88-asra adott megrendelést. Mivel a 68 sorozatú mozdonyokkal együtt fejlesztették ki ezeket, a két mozdony között jelentős hasonlóságok vannak, az alkatrészek nagyjából 70 százaléka közös.
Az első 88 sorozatú mozdonyt 2016 folyamán tesztelték a csehországi Velimi Vasúti Kísérleti Központban; ezek a próbák viszonylag zökkenőmentesnek bizonyultak. 2016 júliusában a 88001-es pályaszámú mozdonnyal először mutatták be a típust hivatalosan a nyilvánosság előtt. 2017 januárjában a 88002 Prometheus volt az első 88-as, amelyet az Egyesült Királyságba szállítottak. 2017 márciusáig mind a tíz 88-as mozdonyt leszállították. 2017 júniusában a típus menetrendszerű szolgálatba állt a DRS-nél; a példányokat jellemzően tehervonatok vontatására használták, azonban személyszállításra is felszerelték azokat.

## Háttér

### Eredet
2012 januárjában a Direct Rail Services (DRS) bejelentette, hogy összesen 15 új dízelmozdonyt rendelt a Vossloh Españától (2016 óta Stadler Rail Valecia). Ezek a mozdonyok, amelyek az Egyesült Királyságban 68-as sorozatként álltak forgalomba, a vállalat Eurolight családjába tartoztak, amelyet a kisebb brit rakszelvényhez igazítva átterveztek. A DRS az után döntött egy új tervezésű mozdony beszerzéséről, miután megvizsgálta a különböző meglévő alternatívákat, így a mindenütt jelenlevő British Rail 66 sorozatú mozdonyokat, amelyről a vállalat vezetése megállapította, hogy nem képes kielégítően helyettesíteni a korosodó 20 sorozatból álló flottáját, főként a nem elég hatékony motorok és a magas üzemeltetési költségek miatt. A Vossloh 18 hónapon keresztül fejlesztette a 68-as sorozatot, amely során a vállalat számos derivatív elképzelést és módosítást is megvizsgált, beleértve az alternatív erőforrásokat is. Miután a DRS-nek bemutatták ezeket a javaslatokat, az különösen érdeklődött a villamos-dízel hajtáslánc iránt, mivel a vállalat vezetősége felismerte, hogy a két üzemmódú mozdonyok potenciális szerepet játszhatnak az Egyesült Királyság piacán.
2013 szeptemberében a DRS bejelentette, hogy további tíz mozdonyra adott le megrendelést, amelyeket a 88-as sorozatba osztottak be. A legmarkánsabb különbség a korábbi 68-as sorozat és az új mozdonyok között, hogy az utóbbi két üzemmódú elektromos-dízel hajtásrendszert használ. Ennek megfelelően ezeket a mozdonyokat felsővezetékről, vagy dízelmotorral lehet meghajtani. A hagyományos dízelmozdonyokkal összehasonlítva ez az elrendezés lehetővé teszi az üzemeltetési költségek jelentős csökkentését, ha részben vagy teljes egészében felsővezetékkel kiépített vonalakon közlekednek, amelyeken a dízelmotor kikapcsolható. A 88-as sorozat az első olyan kettős üzemmódú mozdony az Egyesült Királyságban, amely a 25 kV-os váltakozó áramú villamosítást használja, mivel a brit hálózaton ezt megelőzően mindössze kettő kettős üzemmódú mozdony, a 73-as és a 74-es sorozatú mozdonyok álltak szolgálatba, azonban ezek harmadik sínnel történő villamosítással közlekedtek a déli régióban.

### Műszaki adatok
A 88-as sorozat a Stadler Eurodual család tagja. Ebbe a családba olyan kettős üzemmódú mozdonyok tartoznak, amelyek a felsővezetékekről történő áramfelvételhez áramszedővel, valamint egy Caterpillar-dízelmotorral is fel vannak szerelve. A brit változat az áramszedővel képes a 25 kV-os váltakozó árammal villamosított vonalakon, illetve a 700 kW (940 hp) névleges teljesítményű Caterpillar C27-motorral a nem villamosított vonalakon is közlekedni. Az Egyesült Királyságban korábban már felmerült a két üzemmódú mozdonyok árufuvarozásra való felhasználása az „utolsó mérföld” elv alkalmazásával, ahol egy elsősorban elektromos mozdonyt egy kis dízelmotorral szerelnek fel, hogy a mozdonyok gépmenetben közlekedhessenek a nem villamosított teherpályaudvarokon. A 88-as sorozat azonban ezzel eltérően teljes értékű kettős üzemmódú típus, amely dízelmotorja elég erős ahhoz, hogy önállóan vonatot vontasson, bár a dízelmotor teljesítménye az elektromos üzemmód mindössze 17,5 százalékát éri el.
A 88-as sorozat a legtöbb szempontból nagyfokú hasonlóságot mutat az azt megelőző 68-as sorozattal, beleértve az azonos felépítményt, vezetőfülkét, fékeket, forgóvázakat, vontatóberendezéseket és vezérlőszoftvereket; az összes alkatrész nagyjából 70 százaléka közös a két sorozat között. A 68-as sorozathoz hasonlóan a 88-as sorozat 100 mph (160 km/h) maximális sebességre képes, ami elegendő az általános személyszállításhoz, és miközben felsővezeték alatt üzemel, teljesítménye 4000 kW (5400 hp). A 12 hengeres Caterpillar C27 motor által biztosított dízelvontatás esetében a maximális teljesítménye 700 kW (940 hp); a maximális vonóerő azonban mindkét üzemmódban rendelkezésre áll. A mozdony motorja, amely megfelel az Európai Unió EU97/68 Stage IIIB kibocsátási korlátozásainak, korlátozott teljesítményű, mivel a megrendelő úgy döntött, hogy a 88-as sorozat teljesítménye egy hagyományos 20-as sorozatú mozdonyéhoz hasonló legyen.
A 88-as sorozatot a mozdonyra ható dinamikus és regeneratív fékrendszerrel, valamint az egész vonatra ható légfékberendezésével szerelték fel. Regeneratív fékezés esetén a felsővezetéken keresztül akár 4 MW teljesítmény is visszatáplálható a hálózatba. A dízelüzemben történő villamosenergia-termeléshez a motor egy további vontatómotort hajt, amely generátorként működik, így elkerülhető egy külön generátor beszerelése. A Rail című vasúti szaklap szerint a 88-as sorozat gyorsulása egy modern családi autóéhoz hasonlítható, gépmenetben jellemzően 13 másodperc alatt gyorsul fel álló helyzetből 60 mérföld/órára (97 km/h).

### Tesztelés és szállítás
2016 áprilisában a sorozat első példányát, a 88001-est a csehországi Velimi Vasúti Kísérleti Központba szállították, ahol különböző próbaüzemeknek vetették alá. A jármű engedélyezési folyamata magában foglalta egy 1500 tonnás vonat vontatását, valamint a teljesítmény megítélése érdekében különböző körülmények között végzett ismétlődő teszteket; különös figyelmet fordítottak a dízel- és az elektromos üzemmód közötti váltási folyamatra. Az Egyesült Királyság különböző villamosított vonalain 35 különböző típusú felsővezeték-rendszer található; e különböző típusok és a 88-as sorozat áramszedője közötti kapcsolódási pont az engedélyezési folyamat kritikus része volt.  A Rail című vasúti szaklap szerint a típus tesztelése során gyűjtött adatok ígéretes eredményeket mutattak. 2016 júliusában a 88001-est a sorozatból elsőként hivatalosan bemutatták nyilvánosan, a 88003-ast pedig két hónappal később az InnoTranson állították ki.
2017 januárjában a 88002 Prometheus volt az első a sorozatból, amelyet az Egyesült Királyságba szállítottak, a southamptoni kikötőn keresztül érkezett, ahonnan közúton szállították át a Carlisle Kingmoor szerelőműhelybe. A 88 002-t eredetileg homologizációs célokra használták, hogy a Rail Safety and Standards Board (RSSB) jóváhagyja a típus üzemeltetését az Egyesült Királyságban. 2017 márciusáig mind a tíz 88-as sorozatú mozdonyt leszállították. 2017 júliusában bejelentették, hogy a 88-as sorozat a DRS-nél már az előző hónapban szolgálatba állt, három példányt pedig az üzemeltetés első négy hetében tehervonatok vontatására használtak. Kezdetben kerülték a dízelmotorok használatát, amíg a járművezetők megfelelő típusismereti képzésben részesültek, és a gyártó kisebb módosításokat hajtott végre.

## Használatuk

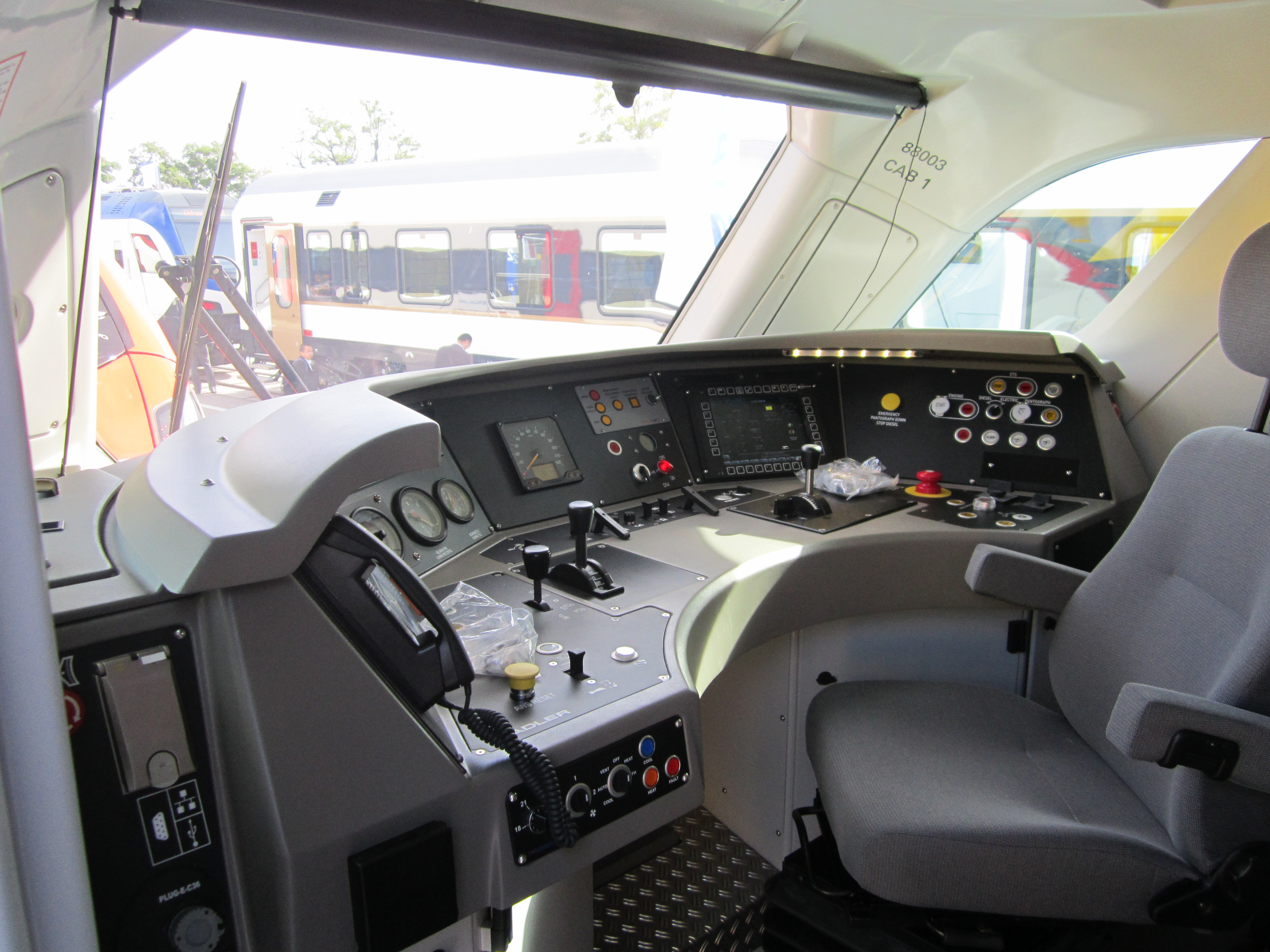
A vezetőfülke belseje

A DRS a 88-as sorozatot vegyes szolgálatú mozdonyként szerezte be, amely személy- és áruszállításra egyaránt alkalmas. A DRS a típust elsősorban villamos üzemmódban teherszállításra használja, így elkerülve azt, hogy más üzemeltetőktől kelljen elektromos vontatójárműveket bérelnie. A 68-as sorozathoz hasonlóan ezek is képesek személyvonatok közlekedtetésére.
Még a típus forgalomba állítása előtt eldőlt, hogy a DRS 88-as sorozatú flottájának első feladata a Daventry és Mossend közötti szerződéses teherszállítás lesz a Tesco szupermarketlánc megbízásából. A szolgáltatás útvonalát villanymozdonyokra időzítették, ez korábban egy szinkroncsatolt 68-as sorozatú mozdonypár használatát tette szükségessé. A 88-as sorozat további műveletei azokra a vonalakra összpontosítottak, amelyek korábban dízel vontatással közlekedtek a felsővezetékek alatt.

### Elnevezett mozdonyok

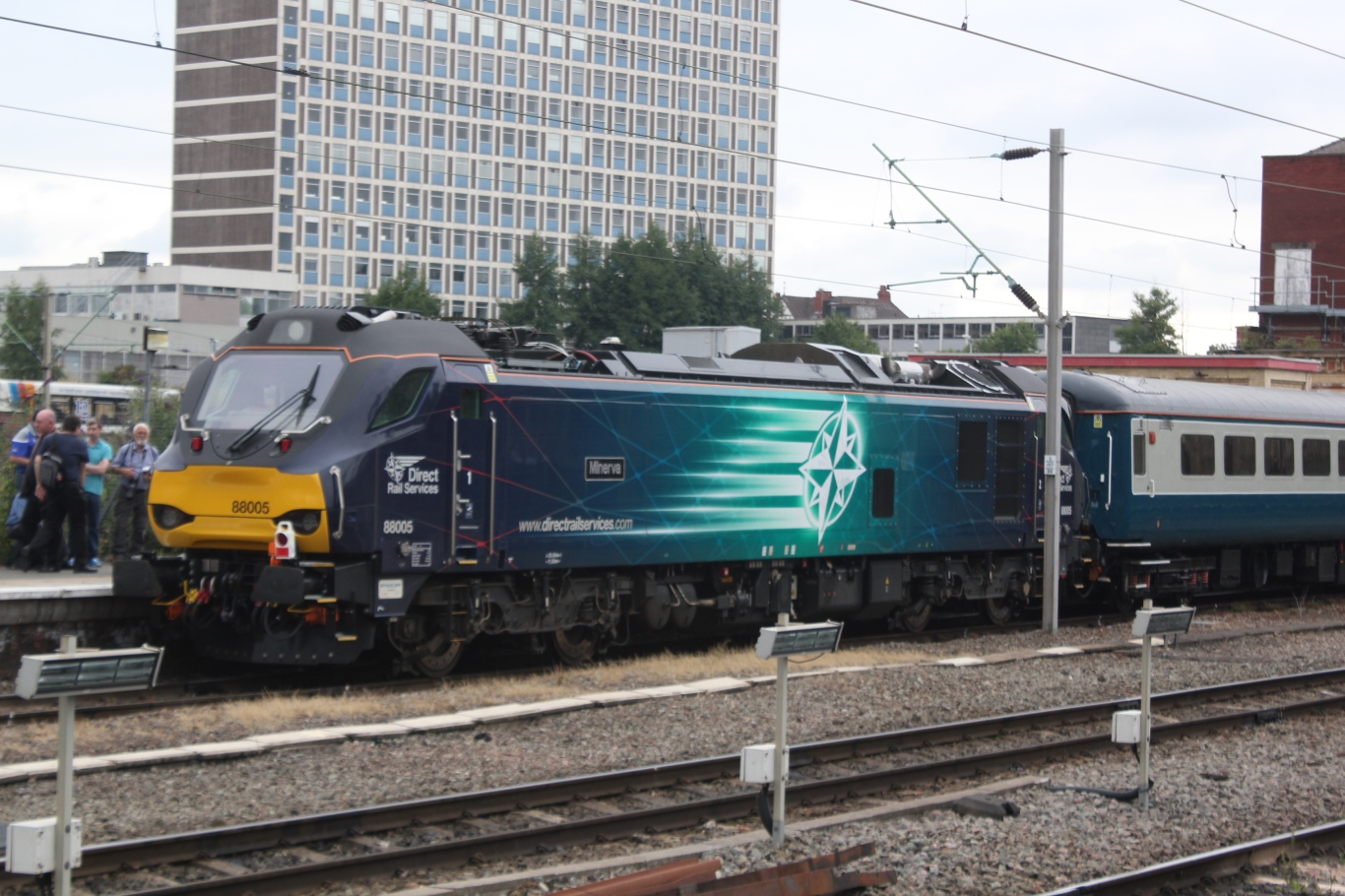
A DRS 88005 Crewe-ban egy különvonatot húz

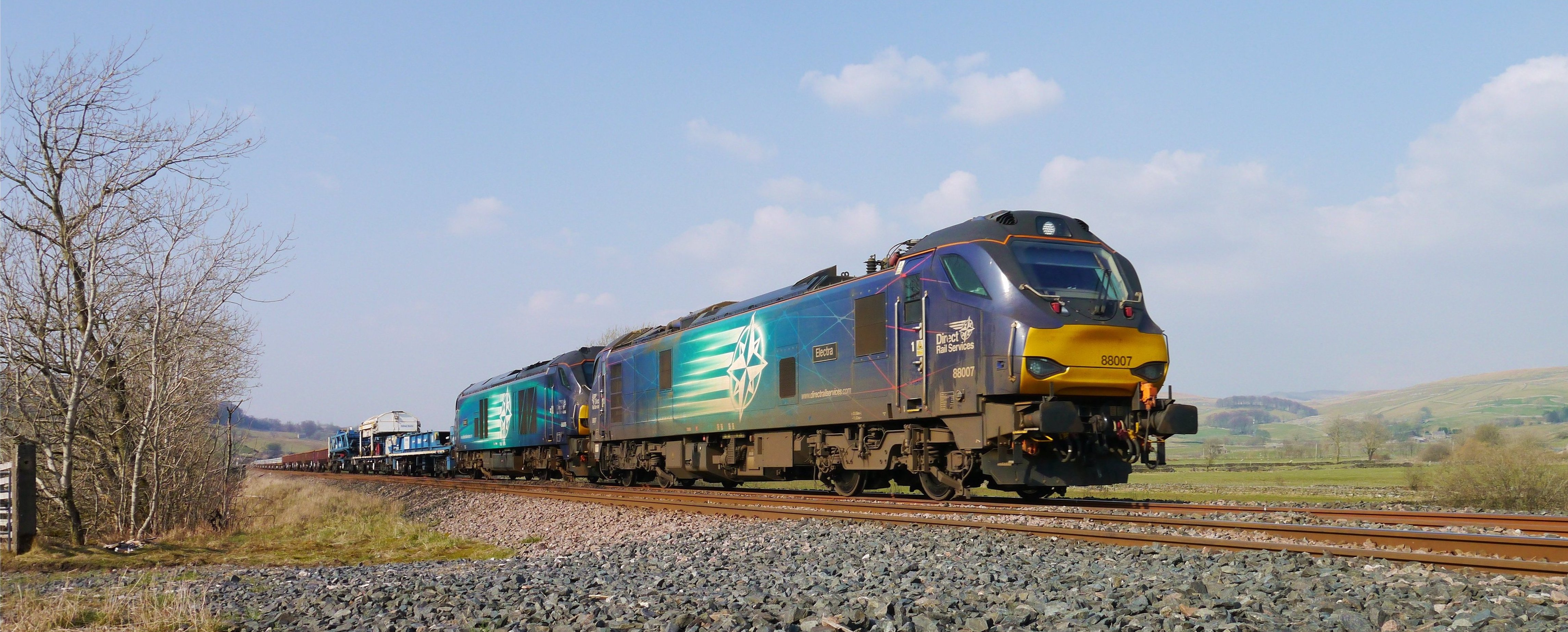
A DRS 88007 Electra Helwith Bridge-ben

A 88 sorozatú mozdonyok a következő neveket kapták:
| Pályaszám | Név        | Üzemeltető           |
| --------- | ---------- | -------------------- |
| 88001     | Revolution | Direct Rail Services |
| 88002     | Prometheus | Direct Rail Services |
| 88003     | Genesis    | Direct Rail Services |
| 88004     | Pandora    | Direct Rail Services |
| 88005     | Minerva    | Direct Rail Services |
| 88006     | Juno       | Direct Rail Services |
| 88007     | Electra    | Direct Rail Services |
| 88008     | Ariadne    | Direct Rail Services |
| 88009     | Diana      | Direct Rail Services |
| 88010     | Aurora     | Direct Rail Services |

A tíz legyártott mozdonyból nyolc (a 88002 és a 88004–10) az 1950-es években a Woodhead-vonalhoz  épített 76-os és 77-es (EM1 és EM2) sorozatú villamosmozdonyok korábbi neveit vették fel.

## A flotta részletei
| Sorozat  | Üzemeltető           | Darabszám | Gyártás éve | Pályaszám   |
| -------- | -------------------- | --------- | ----------- | ----------- |
| Class 88 | Direct Rail Services | 10        | 2015–2016   | 88001–88010 |

## Modellek
A Dapol a Rails of Sheffielddel közösen OO méretarányban 88-as sorozatú modelleket fog gyártani. A tervek szerint négy példány (88001, 88003, 88007 és 88010) fog megjelenni.

## Fordítás
- Ez a szócikk részben vagy egészben  a   British Rail Class 88 című angol Wikipédia-szócikk ezen változatának fordításán alapul.  Az eredeti cikk szerkesztőit annak laptörténete sorolja fel. Ez a jelzés csupán a megfogalmazás eredetét és a szerzői jogokat jelzi, nem szolgál a cikkben szereplő információk forrásmegjelöléseként.